# Hans Klein Breteler
Joannes Joseph Arnoldus Hyacinthus (Hans) Klein Breteler (Delden, 19 november 1946) is een Nederlandse politicus. Namens het Christen-Democratisch Appèl was hij lid van de Eerste Kamer der Staten-Generaal.
Eerder was hij voor het CDA voorzitter van de afdelingen Reeuwijk en Wateringen en van 1999 tot 2007 Statenlid en fractievoorzitter van het CDA in de Provinciale Staten van Zuid-Holland. Bij de Eerste Kamerverkiezingen van 2007 had hij een dertigste plek op de kandidatenlijst, maar werd hij dankzij voorkeurstemmen uit zijn provincie in de Eerste Kamer verkozen. Nadat dit tot commentaar leidde van statenfracties uit andere provincies, werd door het partijbestuur van het CDA met Klein Breteler afgesproken dat hij slechts de helft van de termijn in de Eerste Kamer zal volmaken.Op 12 juni 2007 werd Klein Breteler beëdigd.
Ingevolge de gemaakte afspraak verliet Klein Breteler op 9 juni 2009 de Eerste Kamer. Hij werd op 16 juni 2009 opgevolgd door Anne Flierman. Sinds juli 2009 treedt hij onder andere op verzoek nog op als adviseur voor het bestuur van de CDA-afdeling Rotterdam. Hij heeft zich kandidaat gesteld voor het 2e vicevoorzitterschap van het landelijk bestuur van het CDA. De stemming daarover is op 31 oktober op het Partijcongres in Utrecht.
Naast zijn politieke bezigheden was Klein Breteler als algemeen directeur lid van de raad van bestuur van de zorginstellingen Pieter van Foreest in Delft. Hij is onder andere voorzitter geweest van de werkgeversvereniging in de zorg. Als zodanig was hij lid van het bestuur van VNO-NCW en had hij zitting in de werkgeversdelegatie in de SER. Hij is voorzitter van NIZW (Nederlands Instituut voor ZOrg en Welzijn) en vicevoorzitter PGGM.
- Parlement.com: vhl618knz2rf